# The Speyside

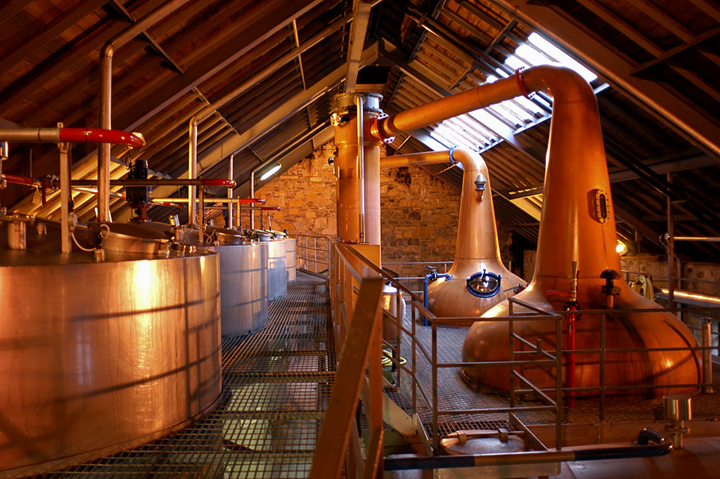
The Speyside – schottische Whiskybrennerei (2017)

The Speyside ist eine Whiskybrennerei in Drumguish, am Fluss Tromie in der Region Speyside, Schottland, Großbritannien.

## Geschichte
Die Destillerie ist eine der jüngeren in Schottland. Sie wurde erst im Jahr 1990 von George Christie gegründet. Der Name stammt von einer älteren Destillerie in Kingussie, welche aber nur von 1895 bis 1911 existierte.
Eine Besonderheit sind die recht kleinen Stills sowie die relativ geringe Produktionskapazität. Es gibt einen Maischbottich, 4 Gärbottiche (je 20000 l), eine wash still (13000 l) und eine spirit still (7000 l). Das Wasser wird aus einem alten Mühlenzulauf bezogen. Die Destillerie hat lediglich 4 Angestellte, welche die gesamte Produktion übernehmen.

## Der Whisky
Die Brennerei nennt ihre Malts mittlerweile „Spey“. So sollen Verwechslungen mit anderen Malts der Region Speyside vermieden werden. Zuvor hießen die zehn- und zwölfjährigen Standard-Abfüllungen „The Speyside“, die ohne Altersangabe „Drumguish“. Der Spey wird gefärbt und ist nicht kühlgefiltert.
Der Tenné reift mindestens acht Jahre in Bourbon Barrels. Es folgt ein sechsmonatiges Finish in Portweinfässern. Den Tenné gibt es auch in Fassstärke.
Der Trutina reift in Bourbonfässern.
Der Fumare kommt aus Ex-Bourbonfässern und ist stark rauchig.
Der Speyside 8 Jahre (Ex-Bourbon) wurde als Standard von The Spey 12 Jahre (Sherry) abgelöst. Es gibt ihn aber wieder als Spey The Speyside 8.
Der Spey 10 Limited Edition reift ausschließlich in Portweinfässern.
Aus dem Sherryfass kommt der Spey 18.
Die Gründer John und Robert Harvey suchen mutmaßlich die Fässer für den Spey Chairman‘s Choice aus.
Der Spey 2018 Release Spirit of Speyside Whisky Festival SOSWF ist streng limitiert. Er hat ein Rotweinfinish bekommen.
Spey The Marriage 1815 Byron’s Choice stammt aus dem Portweinfässern und erinnert daran, dass der Dichter Lord Byron anlässlich seiner Hochzeit König George III. ein Fass Whisky der Speyside Brennerei geschenkt haben soll.
Daneben werden eine Reihe von Blends und die Scott’s Selection vertrieben. Auch existieren unabhängige Abfüllungen.

## Besichtigungen
Die Destillerie hat kein Besucherzentrum.